# Rancakasumba
Rancakasumba is een bestuurslaag in het regentschap Bandung van de provincie West-Java, Indonesië. Rancakasumba telt 11.181 inwoners (volkstelling 2010).